# Indicatif régional 415

Carte de l'État de Californie avec les territoires de ses indicatifs régionaux. L'indicatif régional 415 est en rouge.

L'indicatif régional 415 est l'un des multiples indicatifs téléphoniques régionaux de l'État de Californie aux États-Unis. Selon les plans actuels (en 2011), cet indicatif sera chevauché par l'indicatif régional 628 à une date non encore déterminée.
Cet indicatif dessert tout le comté de San Francisco, la plus grande partie du comté de Marin et une petite partie du nord du  comté de San Mateo, soit les villes de San Francisco, San Rafael et Novato.
La carte ci-contre indique en rouge le territoire couvert par l'indicatif 415.
L'indicatif régional 415 fait partie du Plan de numérotation nord-américain.